# Лубчинская, Елена Николаевна
Елена Николаевна Лубчинская (род. 2 апреля 1985) — российская шашистка, тренер. Мастер ФМЖД среди женщин. Мастер спорта России. Входит в сборную России. Тренер. Участница ЧМ, ЧЕ и ЧР. На чемпионатах России по русским шашкам в 2007 году завоевала медали., на чемпионате России по международным шашкам 2007 года — бронзу (в блице).
Тренер  —   Михаил Николаевич Брусанов.
Награждена Почетной грамотой министерства образования, культуры и спорта Калужской области (2007)

## Достижения 2004-2006 годов
- призовые места в первенствах и чемпионатах России, Европы и мира и по русским, и международным шашкам.

## Достижения  2007 года
- серебряный призёр командного чемпионата России по русским шашкам;
- серебряный призёр молодёжного чемпионата Европы;
- серебряный призёр командного чемпионата России по международным шашкам в Уфе.